# Temognatha reichei
Temognatha reichei es una especie de escarabajo del género Temognatha, familia Buprestidae. Fue descrita científicamente por Gory & Laporte en 1838.